# Castelo de Montbrun (Lot)

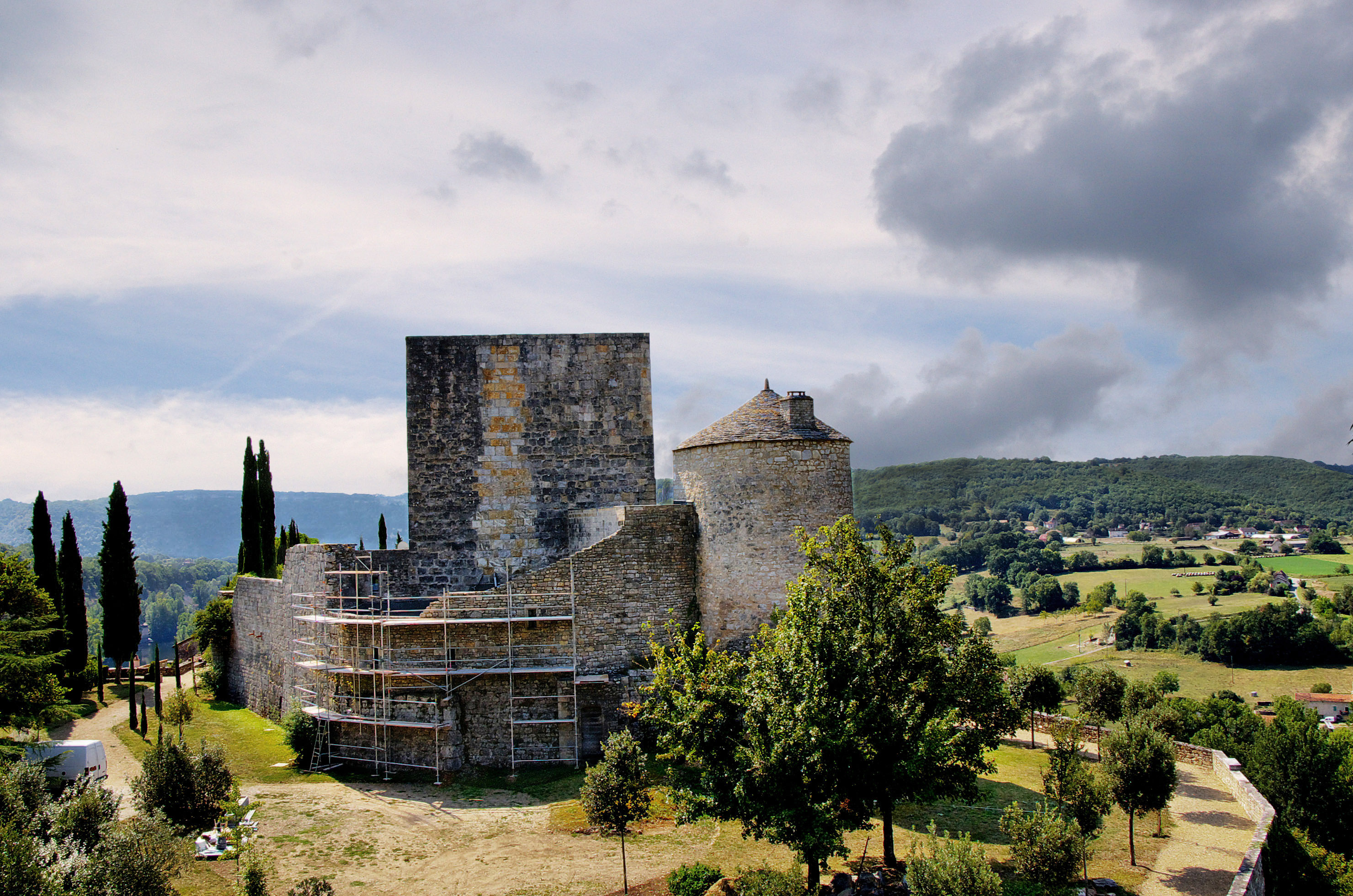
Vista do Castelo de Montbrun

O Château de Montbrun é um castelo em ruínas na comuna de Montbrun, no departamento de Lot, na França.
O castelo data dos séculos XII, XIII e XVII. A sua existência como importante local fortificado está documentada no século XIII.
O local é propriedade privada e não está aberto ao público. Está classificado desde 1984 como monumento histórico pelo Ministério da Cultura da França.